# Anne Grethe Jensen
Anne Grethe Jensen-Törnblad (Næstved, 7 novembre 1951) è una cavallerizza danese, specializzata in dressage, vincitrice di una medaglia d'argento ai Giochi olimpici di Los Angeles 1984 con lo stallone Marzog von Herzog.

## Biografia
Jensen ha preso parte nella sua carriera di cavallerizza a tre edizioni consecutive dei Giochi olimpici estivi (1984, 1988 e 1992). In seguito alla sua vittoria nel corso della manifestazione a Los Angeles 1984 valsole una medaglia d'argento, alle spalle del tedesco Reiner Klimke, è stata la portabandiera per la Danimarca alle Olimpiadi seguenti di Seul 1988. 

## Palmarès
| Anno | Manifestazione  | Sede         | Evento           | Risultato | Prestazione | Note |
| ---- | --------------- | ------------ | ---------------- | --------- | ----------- | ---- |
| 1982 | Mondiali        | Losanna      | Dressage squadre | Bronzo    | -           |      |
| 1983 | Europei         | Aquisgrana   | Dressage         | Oro       | -           |      |
| 1983 | Europei         | Aquisgrana   | Dressage squadre | Argento   | -           |      |
| 1984 | Giochi olimpici | Los Angeles  | Dressage         | Argento   | -           |      |
| 1984 | Giochi olimpici | Los Angeles  | Dressage squadre | 5º        | -           |      |
| 1985 | Europei         | Copenaghen   | Dressage         | Bronzo    | -           |      |
| 1985 | Europei         | Copenaghen   | Dressage squadre | Argento   | -           |      |
| 1986 | Mondiali        | Cedar Valley | Dressage         | Oro       | -           |      |
| 1988 | Giochi olimpici | Seul         | Dressage         | 27º       | -           |      |
| 1988 | Giochi olimpici | Seul         | Dressage squadre | 9º        | -           |      |
| 1990 | Mondiali        | Stoccolma    | Dressage         | 15º       | -           |      |
| 1990 | Mondiali        | Stoccolma    | Dressage squadre | 10º       | -           |      |
| 1992 | Giochi olimpici | Barcellona   | Dressage         | 13º       | -           |      |
| 1992 | Giochi olimpici | Barcellona   | Dressage squadre | 5º        | -           |      |